# Аурнесхреппюр
Аурнесхреппюр (исл. Árneshreppur, исландское произношение: [ˈaurˌnɛsˌr̥ɛhpʏr̥]) — община на западе Исландии в регионе Вестфирдир. На 1 января 2024 года в общине на 705 км² проживало 53 человека, и она является самой маленькой в Исландии. Средняя плотность населения всего 0,06 человека на 1 км².

## История
Поселения на Страндир были со времен Средневековья, о чём говорится в Книге о заселении Исландии. В те времена на севере Страндир и возникла первая община под названием Викюрсвейт. В 1858 году указом датского короля Фредерика VII на землях Викюрсвейт была образована сельская община Аурнесхреппюр с центром в Трьекидлисвике (сейчас это церковная усадьба к югу от Нордюрфьордюр). Когда 4 мая 1872 года король Кристиан IX принял закон о административно-территориальном делении Исландии, то община Аурнесхреппюр была отнесена к Страндасисле, а её границы установлены от Кольбейнсвика на юге, до горы Гейроульфсгнупюр возле северного Рейкьяр-фьорда (исл. Reykjarfjörður nyrðri). С тех пор община существует в своих древних границах без изменений.

## География
Община расположена на восточном побережье региона Вестфирдир на западе Исландии. Земли Аурнесхреппюр граничат на севере с Ходнстандрир — безлюдными землями общины Исафьярдарбайр, на востоке с землями Страндарбиггд, а на юге ним примыкают земли общины Кальдрананесхреппюр. На востоке земли общины выходят к фьордовому комплексу Хунафлоуи — побережьям фьордов Бьярднар-фьорд (исл. Bjarnarfjörður nyrðri), Эйвиндар-фьорд (исл. Eyvindarfjörður), Оувейгс-фьорд (исл. Ófeigsfjörður), Ингоульфс-фьорд (исл. Ingólfsfjörður), Нордюр-фьорд (исл. Norðurfjörður), Рейкьяр-фьорд (исл. Reykjarfjörður), Вейдилейсю-фьорд (исл. Veiðileysufjörður).
В Аурнесхреппюр есть несколько фермерских усадеб и полузаброшенных населенных пунктов Гьёгюр, Кросснес, Дьюпавик и селение Нордюрфьордюр. В 2021 году население Нордюрфьордюра, который является административным центром общины, составляло 33 человека.

## Транспорт
По территории общины проходит 50-километровый участок дороги местного значения Страндавегюр 643 оканчивающийся в Нордюрфьордюр и соединяющий общину с остальной частью Исландии. Проложенная в 1967 году Страндавегюр большей частью не имеет ни асфальтного, ни гравийного покрытия. Погодные условия не позволяли пользоваться ею круглогодично и бо́льшую часть года она была закрыта, тем самым делая Аурнесхреппюр единственной общиной в Исландии, до которой нельзя добраться по дороге круглый год на обычном автомобиле.
Небольшая горная дорога местного значения Оувейгсфьярдарвегюр F622 соединяет Нордюрфьордюр с заброшенными поселениями в Оувейгис-фьорде. Дорога открыта для движения только в летний период и только для транспортных средств повышенной проходимости.
Имеется небольшая гавань с портом в Нордюрфьордюр, где могут приставать малотоннажные рыболовные суда, катера и лодки. В Гьёгюре находится аэродром, принимающий регулярные внутренние рейсы. Наличие пристани и аэродрома играет важную роль в поддержке пассажирского и грузового сообщения общины Аурнесхреппюр с остальной Исландией.

## Население
Источник: Mannfjöldi eftir kyni, aldri og sveitarfélögum 1998-2021 (исл.). hagstofa.is. Reykjavík: Hagstofa Íslands [Статистическая служба Исландии]. Дата обращения: 18 октября 2021.

## Галерея

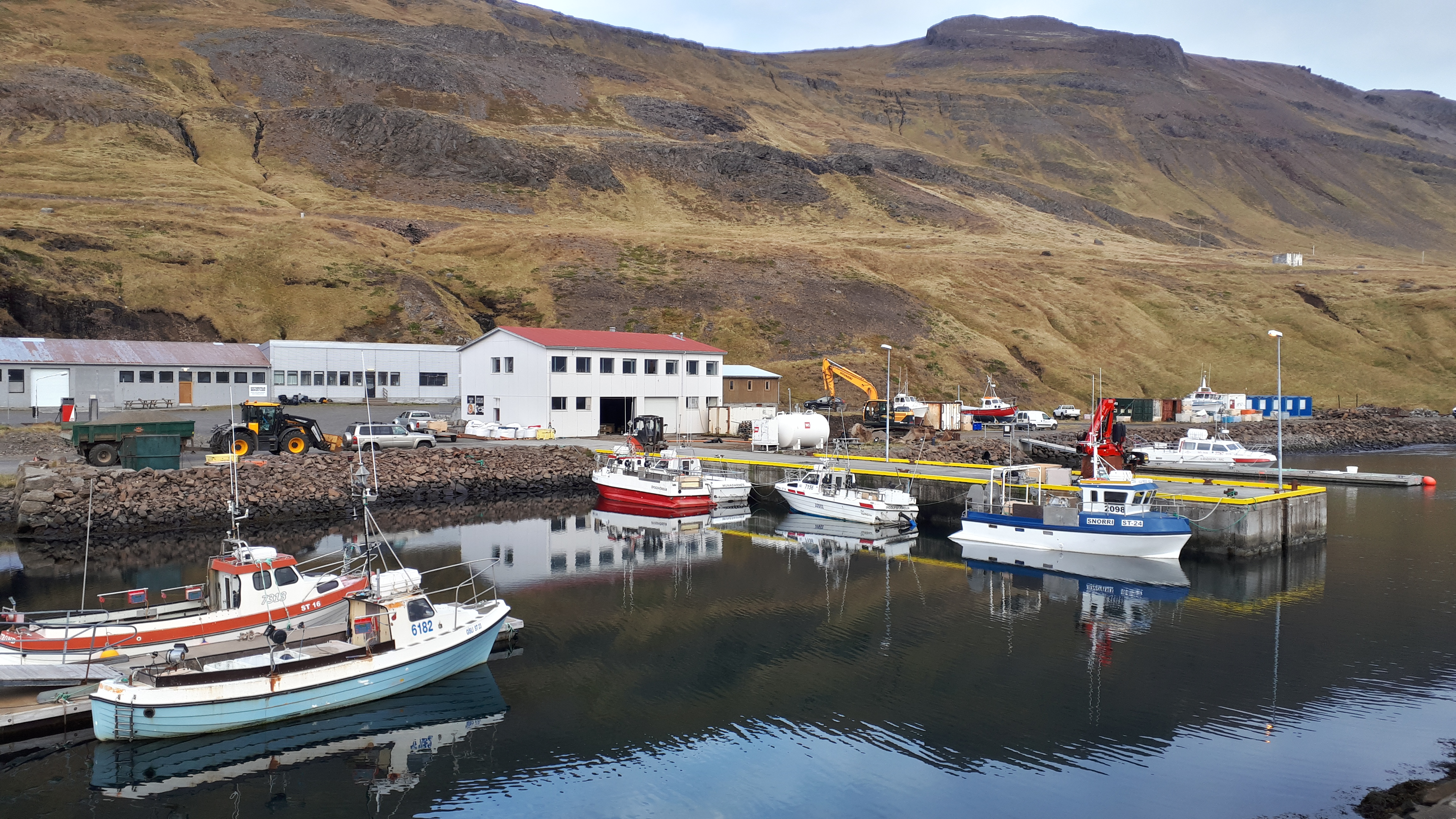
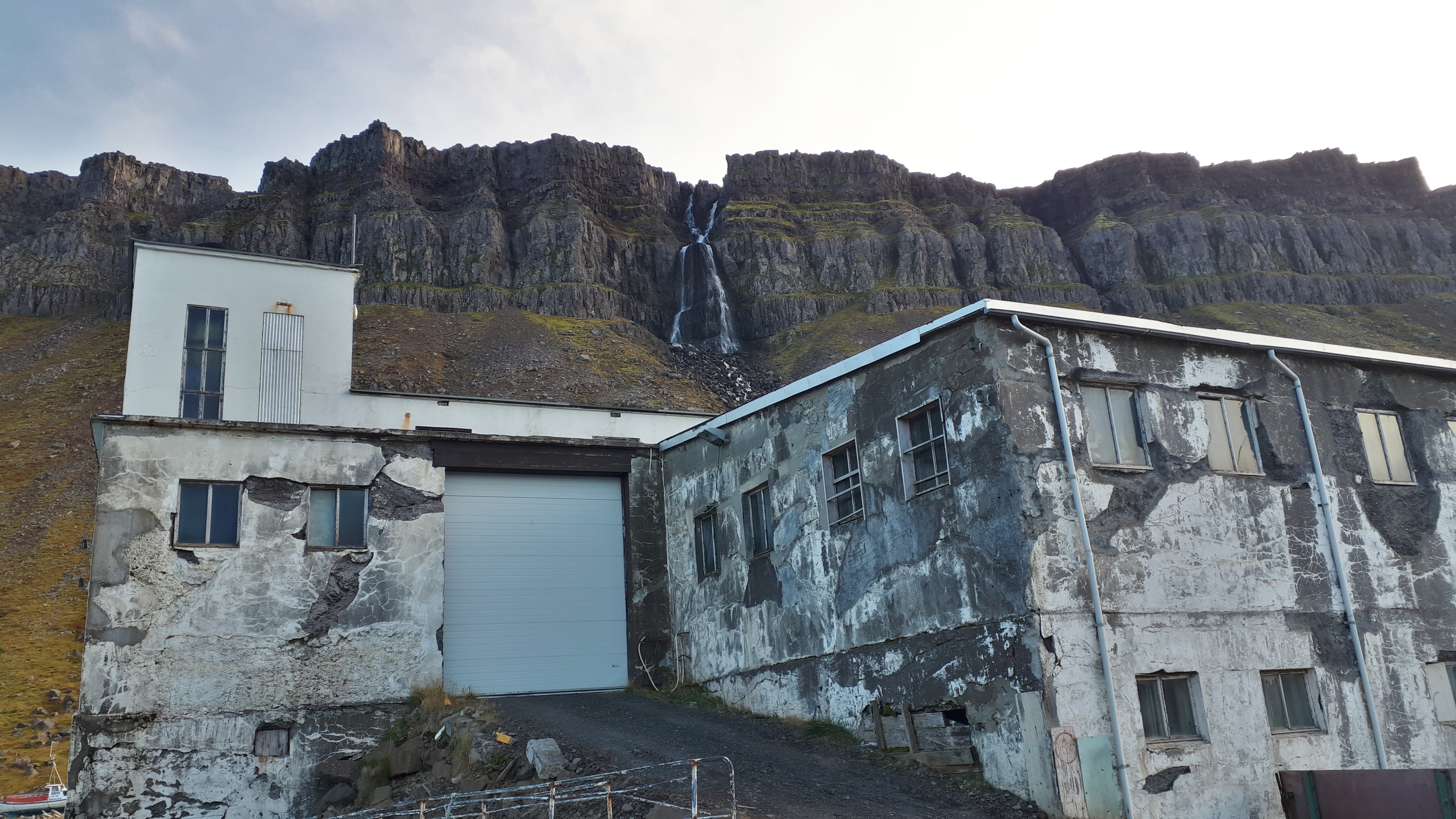
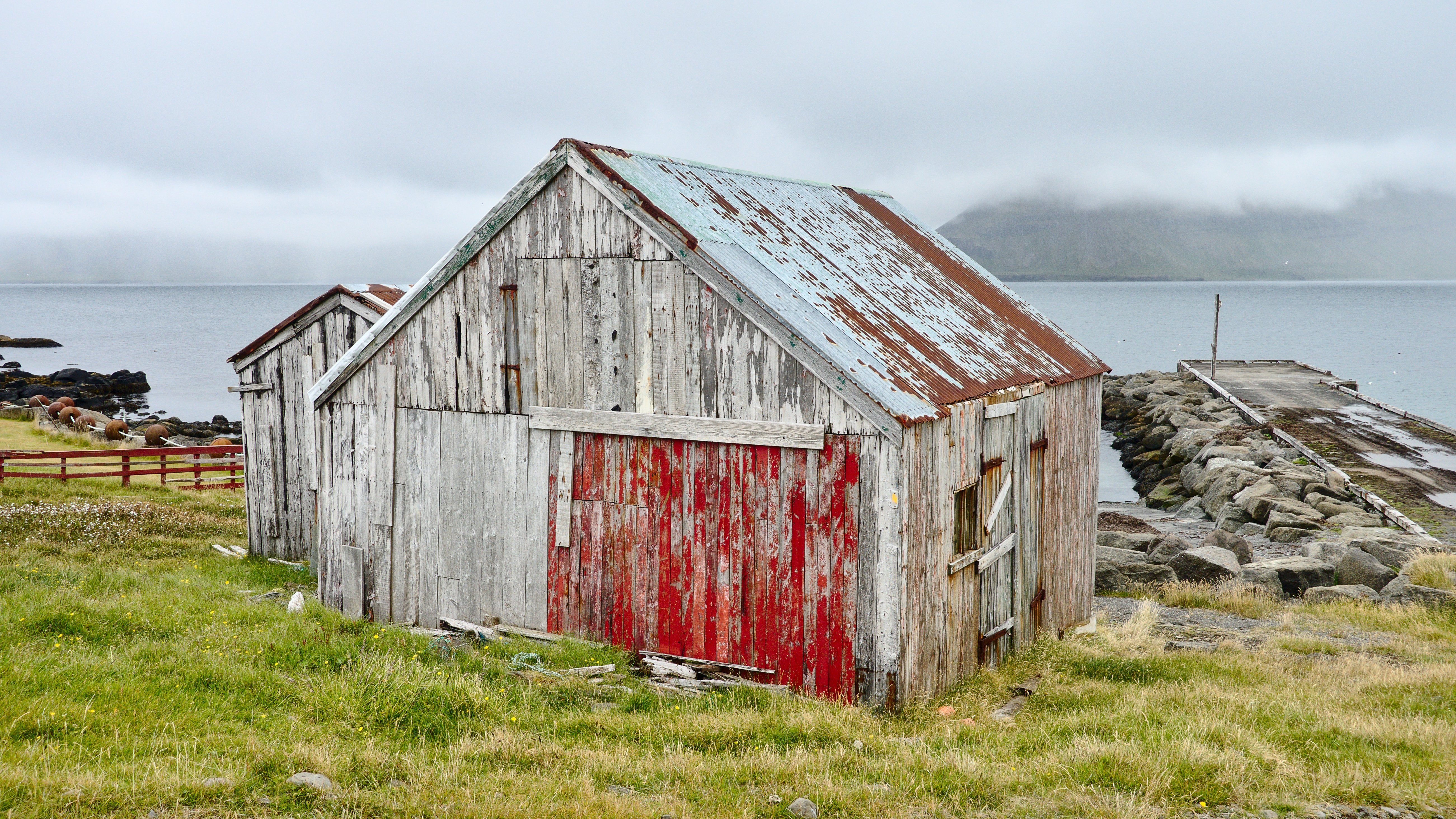
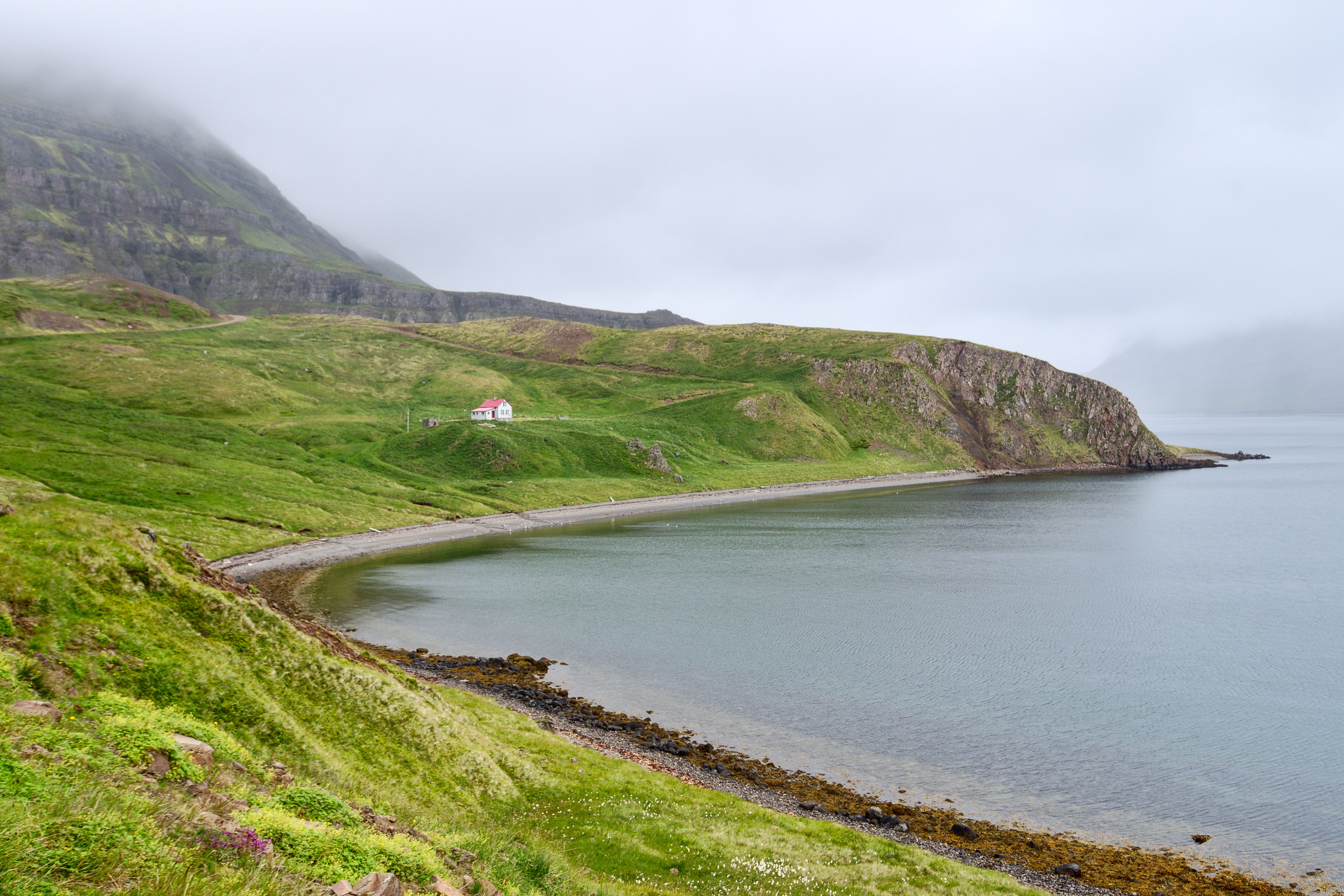
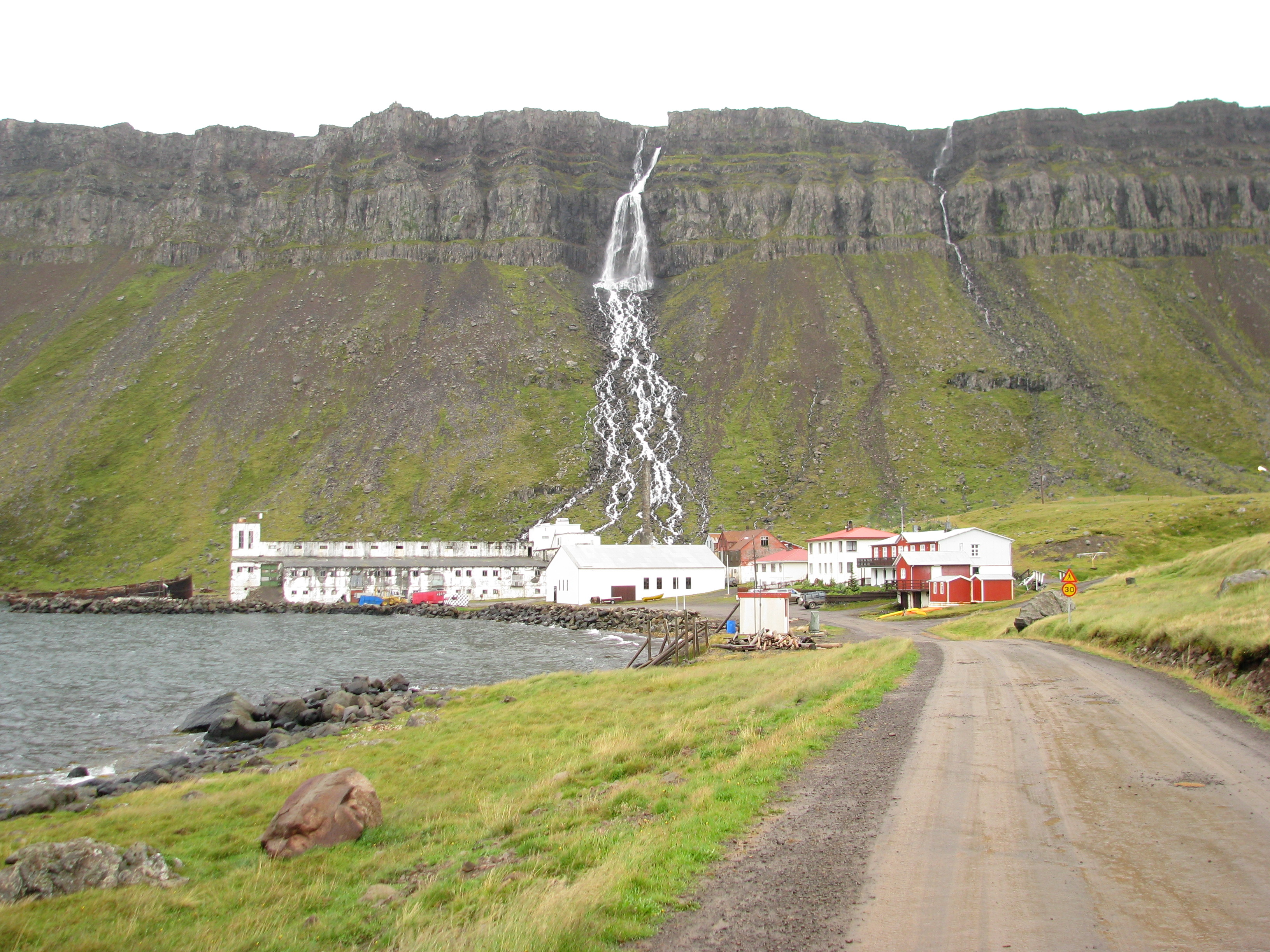
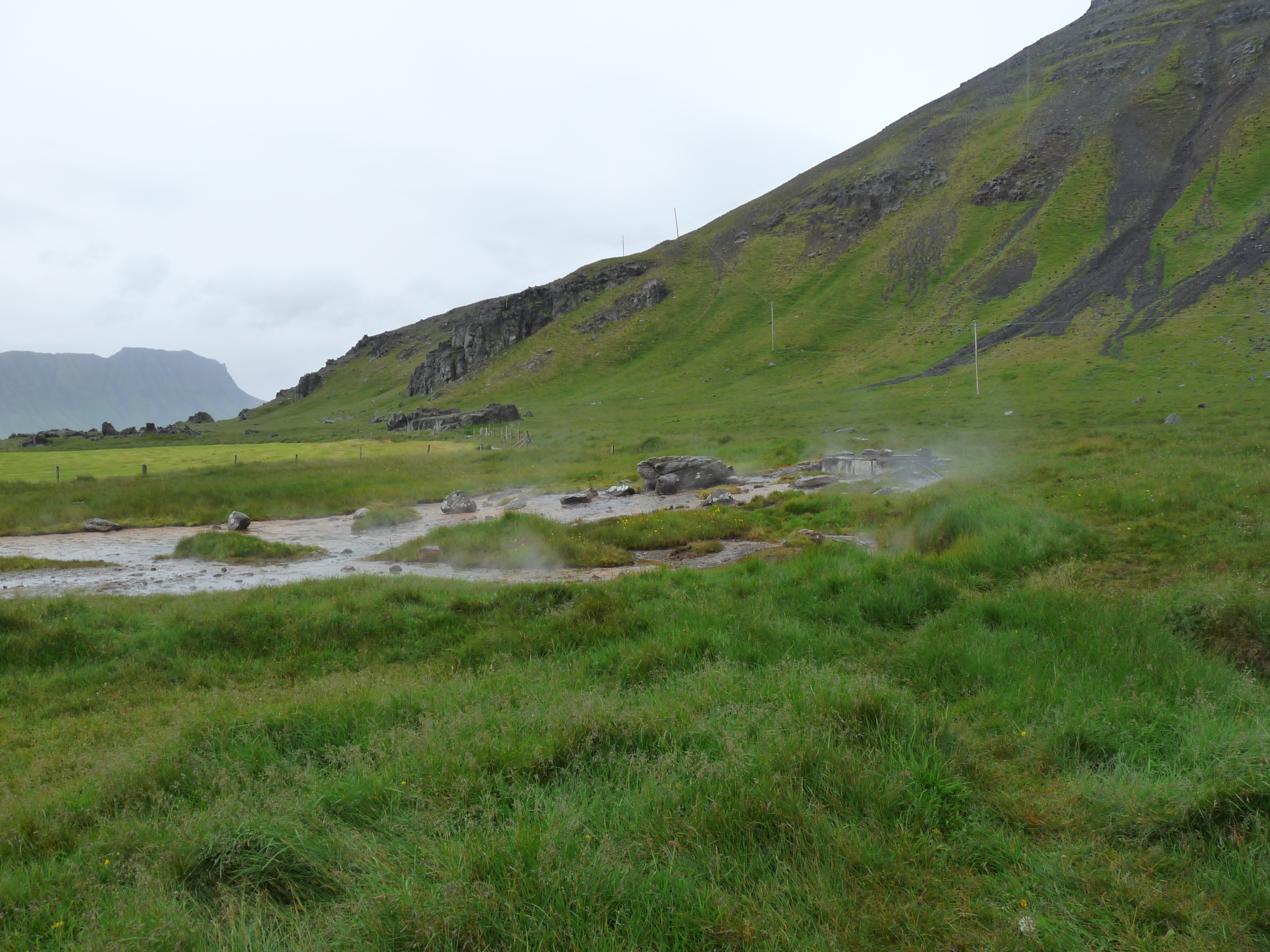